# Fatah-RC
(al-)Fatah-Consejo Revolucionario (árabe: فتح المجلس الثوري; Fatah - al-Mayles al-Zoura),  es el nombre oficial de una organización terrorista dirigida por Sabrí Jalil al-Banna, más conocido como Abu Nidal. Conocida popularmente como la Organización Abu Nidal, fue creada por una escisión de la facción Fatah de Yasser Arafat de la OLP en 1974. El grupo ha sido designado como organización terrorista por Estados Unidos, Reino Unido, Japón, Israel, Canadá, y la Unión Europea.
Fatah fue secular y antioccidental, pero no estaba particularmente asociada con ninguna ideología, o al menos no se comunicó tal fundamento. La organización estaba fuertemente vinculada con la agenda personal de Abu Nidal. El grupo llevó a cabo secuestros, asesinatos y secuestros de diplomáticos y ataques a sinagogas: 90 ataques durante el período 1974 a 1997. Nidal murió en Bagdad en 2002.

## Formación y Trasfondo
La Organización Abu Nidal fue establecida por Sabri Khalil al-Bannah (Abu Nidal), un nacionalista árabe palestino y exmiembro del partido Ba'ath. Al-Bannah estableció su facción dentro de la OLP, justo antes del Septiembre Negro en Jordania, y luego de desacuerdos internos dentro de la OLP. Durante el Tercer Congreso de Fatah en Damasco en 1971, emergió como el líder de una alianza izquierdista contra Yasser Arafat.
La primera operación independiente de Abu Nidal tuvo lugar el 5 de septiembre de 1973, cuando cinco hombres armados con el nombre de Al-Iqab ("El Castigo") tomaron la embajada de Arabia Saudita en París, tomaron 11 rehenes y amenazaron con volar el edificio si lo hacían. Abu Dawud no fue liberado de la cárcel en Jordania, donde había sido arrestado en febrero de 1973 por un atentado contra la vida del Rey Hussein. Después del incidente, Mahmoud Abbas de la OLP tomó un vuelo a Irak para encontrarse con Abu Nidal. En la reunión, Abbas se enojó tanto que salió furioso de la reunión, seguido por los otros delegados de la OLP y, a partir de ese momento, la OLP consideró a Abu Nidal como un mercenario.
Dos meses más tarde, justo después de la guerra de Yom Kipur de octubre de 1973, durante las discusiones sobre la convocatoria de una conferencia de paz en Ginebra, la Organización Abu Nidal (ANO) secuestró un avión de pasajeros de KLM, usando el nombre de Organización Juvenil Nacionalista Árabe. La operación tenía como objetivo enviar una señal a Fatah para que no enviara representantes a ninguna conferencia de paz. En respuesta, Arafat expulsó oficialmente a Abu Nidal de Fatah en marzo de 1974, y la ruptura entre los dos grupos y los dos hombres se completó. En junio del mismo año, la ANO formó el Frente de Rechazo, una coalición política que se opuso al Programa de Diez Puntos adoptado por la Organización para la Liberación de Palestina en su sesión del 12.º Congreso Nacional Palestino.
Abu Nidal luego se mudó al Irak baazista donde estableció la ANO, que pronto comenzó una serie de ataques terroristas dirigidos a Israel y los países occidentales. Estableciéndose como contratista independiente, el Departamento de Estado de los Estados Unidos cree que Abu Nidal ordenó ataques en 20 países, matando o hiriendo a más de 900 personas. Los ataques más notorios del grupo ANO fueron en los mostradores de boletos de El Al en los aeropuertos de Roma y Viena en diciembre de 1985, cuando pistoleros árabes drogados con anfetaminas abrieron fuego contra los pasajeros en tiroteos simultáneos, matando a 18 e hiriendo a 120. Patrick Seale, el biógrafo de Abu Nidal, escribió sobre los ataques que su "crueldad aleatoria los marcó como operaciones típicas de Abu Nidal".

## Evolución del grupo
Abu Nidal no quitó de Fatah a causa de conflictos de ideología, sino desde sus ambiciones personales y su deseo de transformar Fatah en un grupo más violento de lo que querrían Arafat y Abu Iiad. De hecho, al grupo no fueron ideas concretas, pero aprovechó denuncias contra otros militantes, especialmente los del Fatah original, llamándolos traidores y espías aliados con Israel. 
Hasta 1976 la organización de Abu Nidal existió con el nombre Fatah y él reclamó que su grupo es el Fatah auténtico, no el grupo de Arafat. En realidad, solo unos cuantos militantes de Fatah, la mayoría de ellos personas que trabajaron por Abu Nidal en Irak, quedaron con Abu Nidal en su nuevo Fatah. En junio de 1976 el ejército sirio invadió a Líbano para apoyar a los cristianos conservadores en la Guerra Civil Libanesa, una sucesión que Abu Nidal usó para renombrar a su grupo Junio Negro. Al principio Abu Nidal se opuso a la ocupación Líbano, pero en 1981, cuándo unió fuerzas con el presidente sirio Hafez al-Asad, Abu Nidal se mudó a Damasco y junio Negro hizo en Fatah-Consejo Revolucionario, o Fatah-RC en inglés, el apodo más común de la organización. 
En todos los cuentos acerca de Fatah-RC y sus otros incarnaciones, hay historias de terror interno, en que Abu Nidal aprovechaba en intimidación de sus militantes para impedir complotes contra sí mismo como lo que hizo contra Arafat. En el periódico de Fatah-RC, Filastin al-Zoura (Palestina la Revolución), fueron numerosos artículos acerca de condenas a muerte de miembros sospechosos de traición contra Abu Nidal.

## Actividad armada
La ANO llevó a cabo ataques en 20 países, matando o hiriendo a casi 1650 personas. Los objetivos incluyen Estados Unidos, el Reino Unido, Francia, Israel, Palestinos moderados, la OLP y varios países árabes y europeos. El grupo no ha atacado objetivos occidentales desde finales de la década de 1980.
Los principales ataques incluyeron los ataques en los aeropuertos de Roma y Viena en diciembre de 1985, la sinagoga Neve Shalom en Estambul y el vuelo 73 de Pan Am en Karachi en septiembre de 1986, y el ataque de un barco de excursión de un día en Grecia en julio de 1988.
La ANO se ha destacado especialmente por su postura intransigente en la negociación con Israel, tratando cualquier cosa que no sea una lucha militar total contra Israel como una traición. Esto llevó al grupo a realizar numerosos ataques contra la OLP, que había dejado claro que aceptaba una solución negociada al conflicto. Se cree que Fatah-RC asesinó al subjefe de la OLP Abu Iyad y al jefe de seguridad de la OLP Abul Hul en Túnez en enero de 1991. Asesinó a un diplomático  jordano en Líbano en enero de 1994 y se ha relacionado con el asesinato del representante de la OLP allí. El destacado moderado de la OLP Issam Sartawi fue asesinado por Fatah-RC en 1983. A fines de la década de 1970, el grupo también realizó un intento fallido de asesinato contra el actual presidente palestino Presidente de la Autoridad Nacional Palestina y la OLP. presidente, Mahmoud Abbas. Estos ataques, y muchos otros, llevaron a la OLP a dictar una sentencia de muerte "en rebeldía" contra Abu Nidal. A principios de la década de 1990, intentó hacerse con el control de un campo de refugiados en el Líbano, pero las organizaciones de la OLP lo frustraron.

## Alegaciones de haber un grupomercenario
Desde los años 1970, hicieron alegaciones fuertes contra Abu Nidal de actividades de terrorismo mercenario en el servicio de dictadores árabes con opiniones y objetivos radicales. 

### Agente deAssad

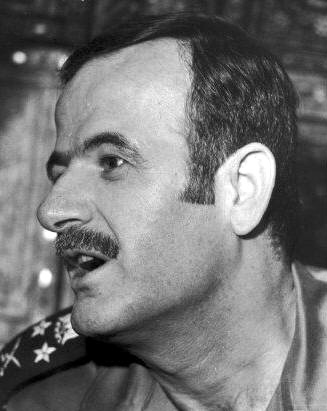
Hafez al-Assad, el antiquo enemigo de Abu Nidal en los tiempos de «Junio Negro», luego alquiló en los servicios de su grupo para debilitar a Yasser Arafat.

Al principio, los rivales de Abu Nidal, especialmente en Fatah, llamaronlo un agente de Siria en la Guerra Civil Libanesa. En los años 1975-83 el ejército sirio luchaba una guerra sangriente contra guerrilleros de Fatah en el sur del Líbano. Otras facciones palestinas, como el FPLP-CG y as-Saika, apoyaron en Siria, pero ellos no tuvieron grandes fuentes en el extranjero. Aunque muchos grupos palestinos condenaron a Arafat en el pasado, Abu Nidal era el primero que aprovechaba en medios violentos en el largo rato contra Fatah. El presidente sirio Hafez al-Assad también fue sospechado de ordener ataques contra embajadas y diplomatos de su antiguo Jordania. Abu Nidal ordenió más de veinte asaltos contra objetivos jordaneses en su carrera, la mayoría en los años 1978-85, un periodo en que le acusaron de enlaces amplos con el gobierno sirio.

### Mudanza aGaddafi

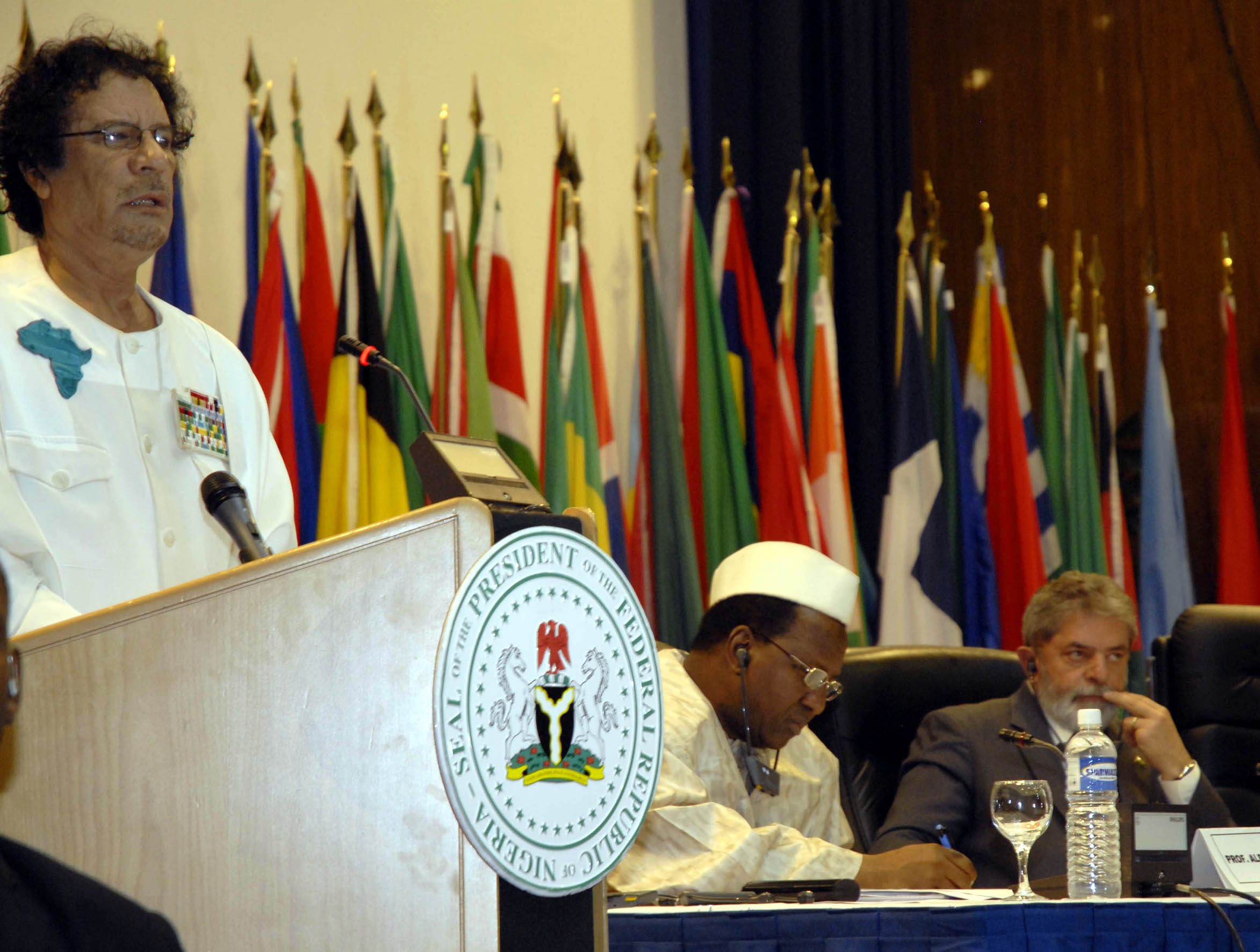
Muammar al-Gaddafi (hablando) hizo una guerra de terror contra los Estados Unidos y Bretaña aprovechando en Abu Nidal por un tapadero.

Las declaraciones libias según los ataques en Roma y Viena en 1985 y muchos informes alrededor del acto, mostraron conexiones entre Abu Nidal y los servicios secretos libios en los años 1980s. En 1984 Abu Nidal reclamó que tuvo un papel en un atentato de asesinar la primera ministra británica Margaret Thatcher. En realidad, el atentato había hecho por el IRA Provisional, pero aquel grupo mantenía muchas enlaces con Libia y además con militantes palestinos en los 1980s. Tras la Guerra de los Campamentos en 1983, Siria empezaba desconectar con Abu Nidal, lo que causó muchas vergüenzas a aquel país, especialmente con los ataques en Roma y Viena.
Pero las relaciones dentro Gaddafi y el militante palestino habrían ido en la dirección contraria. En abril de 1986 bombarderos de la Fuerza Aérea de los Estados Unidos atacaron objetivos en Libia como una respuesta por la bombardea de un disco en Berlín en que murieron una turca y dos soldados norteamericanos. El ataque norteamericano contra Libia causó la muerte de Hanna, una hija del líder libio Muammar al-Gaddafi. Según Atef Abu Bakr, un agente señor de Abi Nidal, supuestamente Gaddafi le pidió de Abu Nidal coordinar una campaña de ataques terroristas contra los Estados Unidos y Bretaña, y dio la tarea de ayudarlo a su jefe de inteligencia Abdullah al-Senussi. Su primer acto fue la secuestra de dos profesores británicos en Líbano, Leigh Douglas y Philip Padfield, y un norteamericano, Peter Kilburn. El 17 de abril, los cadáveres fueron descubierto en un pueblo al este de Beirut, envolvidos en trapos blancos y tirados por la cabeza. Por una nota quedada en el lugar había escrito: "Las Celdas de Comandos Árabes ejecutan las penas de muerte contra un oficial de la CIA y dos oficiales de inteligencia británicos." En aquel día había secuestrado también John McCarthy, un otro rehén británica.
En el verano de 1986 Abu Nidal trasladó su grupo de Siria a Libia. Entonces Abu Nidal dio una sugerencia a Senussi para secuestrar o bombardear un avión. En el 5 de septiembre una escuadra de terroristas secuestraron Vuela 73 de Pan Am desde el aeropuerto de Karachi, Pakistán mientras su jornada de Bombay rumbo Nuevo York. Los terroristas cogieron en 389 pasajeros y tripulación como rehenes durante 16 horas hasta que decidieron detonar granadas y tirar en ellos. 16 pasajeros murieron y más de cien resultaron heridos. En marzo de 2004 la prensa británica publicó informes que Libia patricinó en el ataque algunos días tras una jornada desde Tony Blair a Trípoli. Según la South Asia Tribune de Pakistán, uno de los secuestradores, Jamal Said Abdul Rahim al-Fahid, confirmó que Gaddafi fue el cerebro tras el ataque.
En agosto de 1987, Abu Nidal atentó de nuevo un ataque contra un avión, ahora con un pasajero que llevó una bomba por una vuela de Belgrado, Yugoslavia, pero la bomba falló detonarse.
Senussi había enojado del fracaso. Según Abu Bakr él pidió de Abu Nidal una bomba, la que agentes libios habría puesto por una vuela. Abu Bakr relató al periódico árabe Al Hayat que la vuela que se eligió fue V. 103 de Pan Am de Fráncfort del Meno, Alemania del Oeste a Nueva York través Londres. En el 21 de diciembre de 1988, la bomba se estralló en la carga de la avión sobre el pueblo Lockerbie en EscociaOn December 21, 1988 matando 259 pasajeros y tripulación, y además 11 personas al suelo. En el 31 de enero de 2001 había condenado Abdelbaset Ali Mohmed al-Megrahi, el jefe de seguridad de pasado desde Libyan Airways, por tomar parte en el ataque. En junio de 2007 un juzgado escocés dejó una apelación a Megrahi.

### Espaldando aIrak

Saddam Hussein fue el último dictador que había sospechado de patrocinar en la Organización Abu Nidal, y según muchos fuentes además lo que ordenó el asesinato de Abu Nidal.

En los años 1980s el dictador iraquí Saddam Hussein se juntó a Gaddafi en una campaña de intimidación contra países conservadores árabes como Arabia Saudí y Jordania. Según varios fuentes, Hussein sucedió a su homólogo libio en patrocinar la Organización Abu Nidal. Es conocido que uno de los víctimas más importantes de Abu Nidal, Salah Jalaf/Abu Iiad (asesinado en el 14 de enero de 1991), hubo uno de los oponentes más señores en la OLP de la política desde Arafat de apoyar en la conquista iraquí de Kuwait.
No es conocido los calidad y tamaño de las enlaces entre Saddam y Abu Nidal. En los años noventa la Organización Abu Nidal se retiró de sus actividades, y demás 1994 hizo más ataques que pueden haber atribuidos a ella. Un hecho que es sabido es que Abu Nidal había muerto en agosto de 2002 en su hogar en Bagdad de un tiro por la cabeza. Según fuentes desde el gobierno de Hussein, la muerte fue un suicidio, pero otros fuentes dijeron que el militante, lo que sufrió de leucemia, fue una víctima de asesinos de la Mujabarat, la inteligencia militar de Saddam.

### Torturas internas y ejecuciones
El periódico oficial de Fatah-RC Filastin al-Thawra regularmente publicaba hisotiras anunciando la ejecución de traidores con el movimiento. A cada nuevo recluta de la ANO se le dieron varios días para escribir la historia de su vida y firmar un documento en el que aceptaba su ejecución si se descubría que algo no era cierto. De vez en cuando, se le pedía al recluta que reescribiera toda la historia. Cualquier discrepancia se tomaba como prueba de que era un espía y se le obligaba a escribirlo de nuevo, a menudo después de días de palizas y noches en las que se le obligaba a dormir de pie.
Para 1987, Abu Nidal usó tácticas de tortura extrema contra miembros de la ANO que eran sospechosos de traición y deslealtad.. Las tácticas incluían colgar a los prisioneros desnudos, azotarlos hasta dejarlos inconscientes, usar sal o chile en polvo para revivirlos, forzarlos a subirse a una llanta de automóvil para azotarlos y aplicarles sal, derretir plástico en su piel, freír sus genitales y confinarlos en celdas diminutas encerrados mano y pie. Si las celdas estuvieran llenas, los prisioneros podrían ser enterrados vivos con un tubo de acero para respirar. La ejecución se llevó a cabo disparando una bala por la tubería.
De 1987 a 1988, cientos de miembros de la organización de Abu Nidal fueron asesinados debido a tácticas de terror y paranoia interna. La anciana esposa de un miembro veterano también fue asesinada por cargos falsos. La mayoría de los asesinatos fueron cometidos por cuatro personas: Mustafa Ibrahim Sanduqa, Isam Maraqa, Sulaiman Samrin y Mustafa Awad. La mayoría de las decisiones de matar las tomaba Abu Nidal después de haber consumido una botella entera de whisky por la noche.